# Georg Warsow
Georg Warsow (22 de setembro de 1877, data de morte desconhecida) foi um ciclista de estrada alemão, que participou nos Jogos Olímpicos de 1912, em Estocolmo.
Em 1912, era membro da equipe de ciclismo alemão, que terminou em sexto no contrarrelógio por equipes. Na competição de contrarrelógio individual, Warsow terminou em trigésimo sexto.